# 谢尔特岛陨石
2009年10月1日，“机遇号”漫游车在火星上发现了谢尔特岛陨石（Shelter Island meteorite），它大约有27厘米（11英寸）长。

## 历史
谢尔特岛陨石是火星车在子午线高原数百米范围内遇到的三颗铁陨石中的第二颗，其他二颗为布洛克岛和麦基诺岛。
谢尔特岛可能在诺亚纪晚期坠落在火星上，并已严重风化。

## 另请查看
- 大气层重返
- 弹跳岩
- 陨石学辞汇
- 热盾岩
- 火星陨石列表
- 火星岩石列表
- 红岛陨石